# Андрианов, Сергей Николаевич
Сергей Николаевич Андрианов (укр. Сергій Миколайович Андріанов; 1906—1993) — советский инженер-строитель, государственный и общественный деятель; заместитель председателя Совета министров УССР (с 1963 года), председатель Государственного комитета Совета министров УССР по делам строительства (в 1961—1968 годах).

## Биография
Сергей Николаевич Андрианов родился 13 июля 1906 года в Москве в рабочей семье.
Работал слесарем: в 1925—1928 годах — в авторемонтных мастерских, в 1928—1930 годах — на заводе железобетонных изделий. В 1930—1935 годах, учился в Московском инженерно-строительном институте.
Окончив институт, работал на руководящих должностях на строительстве: в 1935—1938 годах — канала Москва — Волга, в 1938—1939 годах — Куйбышевского гидроузла, в 1939—1941 годах — Угличского и Шекснинского гидроузлов. С 1941 года член ВКП(б). В 1941—1950 годах был директором Рыбинской/Щербаковской ГЭС. В 1950—1960 годах был начальником управления «Днепростроя», который в те годы строил сначала Каховскую, а затем Днепродзержинскую ГЭС.
С 1961 по 1968 годы Сергей Николаевич — председатель Государственного комитета Совета министров УССР по делам строительства. С 1963 года — одновременно заместитель председателя Совета министров СССР.
Депутат Верховного Совета УССР пяти созывов — 3-го (избран в 1951 году), 4-го (избран в 1955 году), 6-го (избран в 1963 году), 7-го (избран в 1967 году), 8-го (избран в 1971 году).
На XVII (1952), XVIII (1954), XIX (1956), XXI (1960), XXII (1961) и XXIII (1966) съездах Коммунистической партии Украины избирался членом Центрального комитета.
Умер в 1993 году, похоронен на Байковом кладбище Киева.

## Награды и звания
- Награждён орденом Ленина (1957), другими орденами и медалями СССР.
- Почётный гражданин города Новая Каховка.